# Paula Marckx
Paula Marckx (Antwerpen, 3 december 1925 - aldaar, 29 juni 2020) was een Belgische zakenvrouw, journaliste en pilote die op brede schaal bekendheid kreeg onder haar achternaam als procespartij in het Europese mijlpaal-arrest Marckx t. België uit 1979. Daarbij oordeelde het Europees Hof voor de Rechten van de Mens dat België een ongerechtvaardigde ongelijke behandeling kende tussen kinderen van alleengaande vrouwen en die in een huwelijk worden geboren in het toenmalige Belgische afstammings- en erfrecht. Marckx werd mede daardoor een van de eerste feministische boegbeelden in België.
Het arrest had ook werking in de 46 andere landen waar het Europees Verdrag voor de Rechten van de Mens (EVRM) geldt, voor zover daar wetgeving in strijd was met de overwegingen in het arrest.

## Biografie
Paula Marckx werd geboren in de Antwerpse wijk Seefhoek in 1925. Tijdens de Tweede Wereldoorlog poseerde ze om den brode als 17-jarig naaktmodel voor kunstschilder Lode Seghers die verliefd op haar werd en een vriend voor het leven zou blijven. Later was ze actief als mannequin bij het modehuis Natan in Brussel. Ze bouwde een omvangrijk netwerk van relaties in het zakenleven, de media, de politiek en de showbizz op. Na de oorlog ontwikkelde ze zich tot een succesvolle zakenvrouw. Zo onderscheidde ze zich onder meer door vanuit Berlijn condoomautomaten en verstuivers van eau de cologne naar België te importeren. Op aanraden van Phil Bosmans begon ze aan een schrijverscarrière bij uitgeverij Averbode en werd ze werkzaam als journaliste. Dankzij de opgebouwde relaties met onder meer Martini-importeur Dino Vastapane, de Antwerpse waterpolokampioen Maurice Blitz en diens zoon, Club Med-oprichter Gérard Blitz, maakte ze haar intrede in de wereld van de jetset en vip's. Daar ontmoette en interviewde ze diverse internationale sterren zoals The Rolling Stones, The Beatles, Paul Anka, Rita Hayworth, de Franse intellectuelen Jean Cocteau en Jean Marais en Duits Bondskanselier Willy Brandt. Door Lode Seghers en diens contacten met het anticommunistische, katholieke netwerk CEDI (Centre Européen de Documentation et d'Information, ° 1949) kreeg ze de gelegenheid de Spaanse dictator Francisco Franco te interviewen. Haar Walt Disney-levensmotto "If you can dream it, you can do it" indachtig, haalde ze in 1966 als eerste Belgische vrouw haar pilotenbrevet op de luchthaven van Deurne. Ze was ook directeur van het World Trade Center in Antwerpen.

### De zaak ‘Paula en Alexandra Marckx versus Belgium’
In 1973 werd Paula Marckx op 47-jarige leeftijd onverwacht zwanger. In die tijd was het controversieel om als alleengaande vrouw zonder partner een kind op te voeden. Ze besloot het kind te houden en een bewust ongehuwde moeder of 'b.o.m.' te worden. In die tijd een nieuw fenomeen tegen de achtergrond van de zich emanciperende vrouw. Kinderen van een alleengaande vrouw, toendertijd op grond van wetgeving ook natuurlijk, buitenwettelijk of buitenechtelijk kind genoemd, zoals haar dochter Alexandra Marckx, hadden in die tijd niet dezelfde rechten als kinderen geboren binnen een huwelijk. Erkenning van het moederschap was nodig om een wederzijdse wettelijke band tussen moeder en kind te laten ontstaan, maar dan bestonden er nog geen wettelijke banden met overige familieleden. Als werd erkend, golden beperkingen in het erfrecht en kon een ongehuwde moeder niet schenken of nalaten aan haar kind. 
Marckx vond dit verschil in behandeling onrechtvaardig, liet zich wegwijs maken door een studente rechten en schreef in Alexandra's naam een brief aan de secretaris van de Europese Commissie van de Rechten van de Mens in Straatsburg met de beroemd geworden aanhef: ’Ik ben een Belgische baby en dien een klacht in tegen de Belgische staat’, waarna Paula de grieven opsomde. De klacht werd aanvaard, het hof opende het dossier ‘Paula en Alexandra Marckx versus Belgium.’ De jonge advocate en onderzoekster aan de Leuvense universiteit L. van Look nam de verdediging in de rechtszaak op zich.
Na een tijdrovende procedure gaf het Europees Hof voor de Rechten van de Mens (EHRM) Marckx in 1979 gelijk en veroordeelde België in een mijlpaalarrest wegens schending van artikel 8 van het Europees Verdrag voor de Rechten van de Mens (recht op respect voor privé- en familieleven) en artikel 14 van het Europees Verdrag voor de Rechten van de Mens (verbod van discriminatie). Het arrest gebood de Belgische staat om het wettelijk discriminierend onderscheid tussen wettige en onwettige (of buitenechtelijke) kinderen op te heffen en hen op een gelijkwaardige wijze te behandelen. Als gevolg van dit arrest waren zowel België als de andere 46 verdragslanden (de lidstaten van de Raad van Europa) verplicht ingrijpende hervormingen door te voeren in hun rechtsstelsels.
Niettegenstaande Paula Marckx grote waarde hechtte aan juridische gelijkheid tussen man en vrouw, zelf een geëmancipeerde zelfstandige zakenvrouw was en waardering koesterde voor activistische vrouwen die gelijkwaardigheid nastreefden, wilde ze zelf geen feministe genoemd worden.

### Boeken
Naast haar journalistieke reportages schreef Paula Marckx ook meerdere boeken. Haar eerste (Franstalige) boek, geschreven toen ze 33 jaar was, werd op Expo '58 aan de pers voorgesteld. Van 2007 tot 2018 was Marckx werkzaam als correspondente voor de Vlaams-Amerikaanse immigratiekrant Gazette van Detroit waarvoor ze 165 bekende Vlamingen zoals kardinaal Godfried Danneels, Leo Tindemans, Fernand Huts, Jan Decleir, Christian Van Thillo en Guillaume Van der Stighelen interviewde. In haar boek The perfect mistress uit 2010 beschrijft ze in saillante details haar flamboyante levensstijl en turbulente liefdesleven dat bol staat van overspel, seks en alcohol. In haar laatste, erg goed verkochte boek Jonger ouder worden van 2017 geeft ze aan senioren tips over hoe deze tot hun laatste dagen optimaal van het leven kunnen genieten.
- CiNii: DA02349627
- Gemeinsame Normdatei: 11857759X
- International Standard Name Identifier: 0000 0003 8885 3157
- Library of Congress Control Number: n80063693
- Nederlandse Thesaurus van Auteursnamen: 069688664
- Virtual International Authority File: 282073716